# نوكيا N79
نوكيا N79، هاتف ذكي وعضو من عائلة نوكيا نسيرس وهو هاتف وسائط متعددة.
أعلن عنه رسمياً من قبل نوكيا في 26 أغسطس 2008. وفي يوم 14 يناير من العام 2009 طرحت نوكيا جهاز نوكيا N79 في الأسواق وقد اشتمل الجهاز على مواصفات جديدة وجيدة.
يتميز نوكيا n79 بذاكرة تصل إلى 4 جيجا بايت مع إمكانية نزع الذاكرة وشكل قالب أحادي أنيق ومناسب وكاميرا بحجم 5 ميغا بكسل.

## المواصفات[1]
- خاصية المستشعر: حيث يتغير وضع عرض الجهاز من عمودي إلى أفقي والعكس حسب وضعية الجهاز نفسه.
- الأغطية الذكية: حيث يتغير الموضوع تلقائياً حسب لون الغطاء المستعمل في الجهاز ويأتي مع كل جهاز نوكيا N79 ثلاثة أغطية ذكية.
- عجلة NAVI: حيث يمكن استخدام العجلة الموجودة ضمن الأزرار بدل الأسهم (يمين - يسار - أعلى - أسفل) بالتنقل بين الخيارات بمجرد اللمس.

الصور:
- تحديد الموقع الجغرافي للصور وتحديدها على الخريطة.
- تنظيم الصور عن طريق إنشاء ألبومات صورية وتنظيمها بها. وكذلك تزامنها مع جهاز الكمبيوتر عن طريق برنامج Nokia PC Suite.
- تحميل وتبادل الصور مباشرة عن طريقة خدمة ومجموعة Ovi وغيرها من خوادم الويب.

الموسيقى:
- الاستماع إلى الموسيقى من خلال سماعات الرأس القياسية 3.5 ملم جاك، باستعمال تقنية الإستريو ثلاثي الأبعاد، أو البلوتوث.
- مشغل موسيقى رقمية مع دعم تحرير قائمة الأغاني، وتصنيفها ووترتيبها لسهولة الوصول إليها.
- مزامنة وإدارة الموسيقى مع خدمة نوكيا موسيقى.
- البحث وشراء وتصفح الأغاني على الإنترنت في متجر نوكيا للموسيقى.

الخرائط والملاحة:
- إدماج GPS مع A-GPS ودعم متكامل للملاحة بترخيص ثلاثة أشهر.
- دليل مدن متعدد الوسائط، خدمات ملاحة متاحة للشراء.
- وسائط (استرشاد في الملاحة بالسيارة) (إرشادات المشاة في الطرق).

الفيديو:
- إمكانية عرض الفيديو بكامل الشاشة
- تنظيم أكثر لمكتبة الفيديو وتصنيفات جديدة مثل (آخر مشاهدة - الفيديو الملتقط - كل الفيديو).
- البحث وشراء الفيديو من الإنترنت من خلال مركز نوكيا للفيديو.
- نقل الفيديو من وإلى جهاز كمبيوتر بشرط التوافق من خلال برنامج Nokia PC Suite.

## وصلات خارجية
- "Official Website". نوكيا. مؤرشف من الأصل في 2015-04-08.
- Nokia N79 Technical Specifications